# محرشفة العرف الفدشنكوية
محرشفة العرف الفدشنكوية (الاسم العلمي:Lepidolopha fedtschenkoana) هي نوع من النباتات تتبع جنس محرشفة العرف من الفصيلة النجمية.